# Vojislav Vojo Stanić

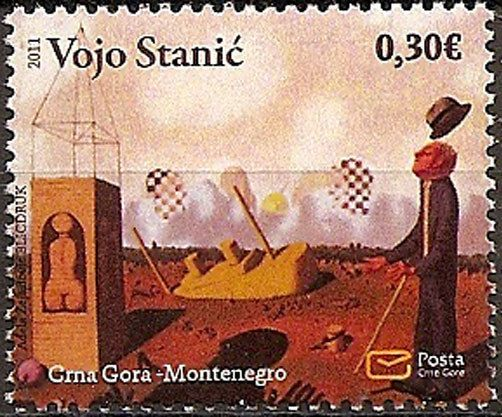
Dílo Vojo Staniče zachycené na černohorské poštovní známce

Vojislav Vojo Stanić (3. února 1924 Podgorica Černá Hora – 19. listopadu 2024) byl černohorský malíř. 
Vojo Stanić se narodil v černohorském městě Podgorica, ale vyrůstal v Nikšič a Šavniku. V roce 1951 ukončil studia na Uměleckoprůmyslové akademii v Bělehradě na Katedře sochařství pod vedením profesora Alojze Dolinara. Od roku 1954 se věnoval malbě a od roku 1958 také výuce na uměleckých školách ve městě Herceg Novi, kde i žil. Od roku 1985 byl členem Černohorské akademie věd a umění. Měl osobitý styl. Ve svých obrazech odhaloval pravdu, kterou viděl, pravdu, kterou nelze zachytit fotoaparátem, ale pouze štětcem na plátně. Nejde ale o stoprocentní odhalení, protože vytváří novou šifru, kterou musí divák rozlušťit. Vystavoval v mnoha evropských zemích a jeho dílo je zastoupeno zejména v soukromých sbírkách.